# Oxytropis kuramensis
Oxytropis kuramensis là một loài thực vật có hoa trong họ Đậu. Loài này được Abdusal. miêu tả khoa học đầu tiên.